# Gomphus (fungos)
Gomphus constitui um pequeno gênero de fungos.

## Espécies
Gomphus africanus

Gomphus brunneus

Gomphus clavatus

Gomphus crassipes

Gomphus dingleyae

Gomphus floccosus

Gomphus kauffmanii

Gomphus mamorensis

Gomphus novae-zelandiae

Gomphusszechwanensis

Gomphus viridis